# Шикунов, Борис Борисович
Борис Борисович Шикунов (род. 20 сентября 1998, Подольск, Россия) — российский кикбоксёр, боксёр и каратист. Неоднократный чемпион России по кикбоксингу и боксу.
- Со слов Комитета национальных и неолимпийских видов спорта России, Шикунов признан лучшим спортсменом 2020 года[5].

## Биография
Родился 20 сентября 1998 года в Подольске Российской Федерации.
В 2005 году Шикунов пошёл в первый класс лицея № 1 в пгт Львовский, где проучился до 2009 года, после чего перешёл в МОУ СОШ № 4 в пгт Львовский, где в 2016 году окончил одиннадцатый класс. В этом же 2016 году поступил в Подольский Социально-спортивный институт на факультет физической культуры. В 2018 году в связи с его закрытием, Шикунов перевёлся на заочное отделение в Московскую Международную Академию, которую окончил в 2020 году с красным дипломом, получив специальность  педагога физической культуры.

## Спортивная карьера
Начинал свою карьеру с футбола. В 2005 года занимался данным видом спорта в команде «Подолье». В 2007 году перешёл в ДЮСШ «Витязь» по футболу, который окончил в 2015 году.
С 2012 по 2014 год занимался карате киокусинкай. В 2014 году выиграл Первенство Московской облости на Первенстве России (2 место), а также на Первенстве Мира, заняв третье место. В 2015 году получил спортивный разряд   кандидата в мастера спорта России по карате киокусинкай.
С 2012 году занимался боксом. В 2015 году выиграл Первенство Московской области в спартакиде учащихся, в 2016 году выиграл Первенство Московской области по боксу, где занял третье место на Первенстве Вооружённых сил в Гран-при города Тула. В 2017 году занял второе место на турнире Агеева в Балашихе, а также Шикунов занял первое место на турнире Капитонова и Кузина в Люберцах. В 2018 году завоевал третье место на  Кубке командующего ВДВ на чемпионате Москвы. В 2019 году становился чемпионом ЦФО и чемпионом России по боксу среди молодёжи в городе Нальчик. В 2021 году – первое место на Кубке командующего ВДВ, а также первое место на Всероссийском турнире класса «А» по боксу имени Агеева, в том же году занял первое место в Гран-при по этому же виду спорта, который проходил в городе Тула. В 2022 году занял первое место на Всероссийском турнире «Знамя Победы» в Серпухове. В этом же году занял первое место на Кубке командующего ВДВ в Анапе, а также на Кубке России города Серпухов. В 2024 году занял первое место на Кубке Победы и на чемпионате общества «Спартак» в Люберцах. В 2017 году получил спортивное звание «Мастер спорта России по боксу».
С 2015 года стал заниматься кикбоксингом. В 2016 году Шикунов стал бронзовым призёром Первенства России и победителем Кубка Мира по кикбоксингу. В 2017 году стал победителем Первенства России, Европы и Кубка России по данному виду спорта. В 2018 году стал чемпионом России, Европы и Кубка России по кикбоксингу. В 2019 году выиграл Чемпионат России, став победителем Кубка Мира. В этом же году стал чемпионом Мира по кикбоксингу в Сараево. В 2020 году стал чемпионом России в Ульяновске. В 2021 году стал чемпионом России по кикбоксингу в Челябинске. В 2022 году стал чемпионом России в Витязево. В 2024 году стал чемпионом России по кикбоксингу в городе Кемерово. В 2019 году получил спортивное звание «Мастер спорта России международного класса по кикбоксингу.

## Спортивные звания
- Кандидат в мастера спорта России по карате Киокусинкай.
- Мастер Спорта России по боксу[7] (2017).
- Мастер Спорта России по кикбоксингу (2017)[8].
- Мастер спорта России международного класса по кикбоксингу[9] (2019).